# Rhodomyrtus elegans
Rhodomyrtus elegans là một loài thực vật có hoa trong Họ Đào kim nương. Loài này được (Blume) A.J.Scott miêu tả khoa học đầu tiên năm 1978.